# Hoàng Sở Bình
Hoàng Sở Bình (tiếng Trung giản thể: 黄楚平, bính âm Hán ngữ: Huáng Chǔ Píng, sinh tháng 10 năm 1962, người Hán) là chính trị gia nước Cộng hòa Nhân dân Trung Hoa. Ông hiện là Bí thư Đảng tổ, Chủ nhiệm Ủy ban Thường vụ Nhân Đại Quảng Đông. Ông từng là Bí thư Đảng tổ, Chủ tịch Chính Hiệp Hồ Bắc; Thường vụ Tỉnh ủy, Phó Tỉnh trưởng thường vụ Hồ Bắc; cũng từng là Bí thư Thị ủy, Chủ nhiệm Nhân Đại của hai địa cấp thị Nghi Xương và Hàm Ninh của Hồ Bắc.
Hoàng Sở Bình là đảng viên Đảng Cộng sản Trung Quốc, học vị Cử nhân Luyện kim, Thạc sĩ Chính trị, Tiến sĩ Kinh tế học. Ông có sự nghiệp đa phần ở quê nhà Hồ Bắc với gần 40 năm ở đây trước khi được chuyển chức là người đứng đầu cơ quan lập pháp địa phương tỉnh Quảng Đông.

## Xuất thân và giáo dục
Hoàng Sở Bình sinh tháng 10 năm 1962 tại huyện Hoàng Cương, nay là địa cấp thị Hoàng Cương, tỉnh Hồ Bắc, Cộng hòa Nhân dân Trung Hoa. Ông lớn lên và tốt nghiệp cao trung ở Hoàng Cương, thi cao khảo năm 1980 và thi đỗ Học viện Thép Vũ Hán (武汉钢铁学院, nay là Đại học Khoa học và Kỹ thuật Vũ Hán), theo học ở thủ phủ Vũ Hán chuyên ngành vật liệu kim loại và xử lý nhiệt, tốt nghiệp cử nhân vào tháng 7 năm 1984. Tháng 9 năm 1988, ông thi đỗ chương trình sau đại học ở Đại học Khoa học và Kỹ thuật Bắc Kinh, tới thủ đô theo học và nghiên cứu toàn thời gian ở Khoa Khoa học xã hội, nhận bằng Thạc sĩ Giáo dục tư tưởng chính trị vào tháng 1 năm 1991. Từ tháng 9 năm 2000, ông là nghiên cứu sinh sau đại học ở Đại học Kinh tế và Pháp luật Trung Nam, chủ đề kinh tế quốc dân, bảo vệ thành công luận án tiến sĩ "Nghiên cứu lực cạnh tranh tổng hợp và kinh doanh trong thành thị" (城市经营中的综合竞争力研究), trở thành Tiến sĩ Kinh tế học vào tháng 6 năm 2003. Hoàng Sở Bình được kết nạp Đảng Cộng sản Trung Quốc ở trường Thép Vũ Hán vào tháng 12 năm 1984, ông từng tham gia khóa 28 về bồi dưỡng chính trị một lớp cán bộ trung, thanh niên giai đoạn tháng 3–7 năm 2010 tại Trường Đảng Trung ương Đảng Cộng sản Trung Quốc.

## Sự nghiệp

### Hồ Bắc
Tháng 7 năm 1984, sau khi tốt nghiệp đại học, Hoàng Sở Bình được trường Thép Vũ Hán giữ lại trường làm cán bộ, bắt đầu sự nghiệp của mình ở đây với vị trí Bí thư Chi bộ Đảng của sinh viên, chuyên viên Đảng ủy trường, rồi Bí thư Chi đoàn Khoa Tài liệu, Khoa Luyện kim của trường. Tháng 9 năm 1986, ông là Phó Bí thư Đoàn Thanh niên Cộng sản Trung Quốc của trường Thép Vũ Hán và là Bí thư Đoàn trường từ tháng 1 năm 1991. Năm 1992, trường Thép Vũ Hán được nâng cấp thành Đại học Khoa học và Kỹ thuật Luyện kim Vũ Hán, ông tiếp tục là Bí thư Đoàn trường kiêm Phó Trưởng ban Cán bộ sinh viên. Sau đó, ông công tác ở trường cho đến năm 1997, từng là Bí thư Chi bộ Hậu cần của trường trong giai đoạn tháng 3–5 năm này trước khi bước sang giai đoạn mới.
Tháng 5 năm 1997, Hoàng Sở Bình được điều động nhậm chức Thành viên Đảng tổ, Phó Bí thư Đoàn Thanh niên Cộng sản thành phố Vũ Hán. Ông được thăng chức làm Bí thư Đảng tổ, Bí thư Thành đoàn Vũ Hán từ tháng 10 cùng năm, đồng thời kiêm nhiệm là Chủ tịch Hội Liên hiệp Thanh niên Vũ Hán. Tháng 8 năm 2002, ông được điều tới quận Giang Hán, nhậm chức Phó Bí thư Quận ủy, Quyền Quận trưởng rồi Quận trưởng Giang Hán, sau đó là Bí thư Quận ủy, Chủ nhiệm Ủy ban Thường vụ Nhân Đại Giang Hán từ tháng 8 năm 2004. Giai đoạn này ông cũng là Ủy viên Ủy ban Tư pháp và Nội vụ Nhân Đại Vũ Hán giai đoạn 2001–03. Tháng 12 năm 2006, ông được bầu vào Ban Thường vụ Thành ủy Vũ Hán, Tổng thư ký Thành ủy kiêm Bí thư Ủy ban Công tác cơ quan thuộc Thành ủy. Tháng 3 năm 2007, Hoàng Sở Bình được điều tới địa cấp thị Hàm Ninh, chỉ định tham gia Ban Thường vụ Thị ủy nhậm chức Phó Bí thư Thị ủy, Thị trưởng Hàm Ninh, và là Bí thư Thị ủy, Chủ nhiệm Ủy ban Thường vụ Nhân Đại Hàm Ninh sau đó tròn 1 năm.
Tháng 6 năm 2012, Hoàng Sở Bình được bầu vào Ban Thường vụ Tỉnh ủy Hồ Bắc, cấp phó tỉnh, phân công tới Nghi Xương làm Bí thư Thị ủy, Chủ nhiệm Ủy ban Thường vụ Nhân Đại địa cấp thị này. Sau đó 4 năm, ông được bổ nhiệm làm Phó Tỉnh trưởng Chính phủ Nhân dân tỉnh Hồ Bắc, là Phó Bí thư Đảng tổ, Phó Tỉnh trưởng thường vụ từ tháng 9 cùng năm, kiêm nhiệm là Viện trưởng Học viện Hành chính Hồ Bắc. Ngày 24 tháng 2 năm 2018, ông được bầu làm Đại biểu Đại hội đại biểu Nhân dân toàn quốc khóa XIII, cũng từng chủ trì hoạt động của Chính phủ Hồ Bắc khi Tỉnh trưởng Vương Hiểu Đông từng nhập viện vì đột quỵ vào ngày 11 tháng 9 năm 2020. Ngày 26 tháng 1 năm 2021, Hoàng Sở Bình được điều chuyển làm Bí thư Đảng tổ Chính Hiệp, được bầu làm Chủ tịch Ủy ban Hồ Bắc Hội nghị Hiệp thương Chính trị Nhân dân Trung Quốc.

### Quảng Đông
Tháng 12 năm 2021, Hoàng Sở Bình được miễn nhiệm công tác ở Chính Hiệp Hồ Bắc, được điều chuyển tới tỉnh Quảng Đông, chỉ định làm Bí thư Đảng tổ Ủy ban Thường vụ Nhân Đại tỉnh này. Sau đó, ngày 22 tháng 1 năm 2022, ông được bầu làm Chủ nhiệm Ủy ban Thường vụ Nhân Đại Quảng Đông, bắt đầu công tác mới ở đây. Ông cũng là đại biểu tham gia Đại hội Đảng Cộng sản Trung Quốc lần thứ XX năm 2022 từ đoàn Quảng Đông.